# کلوئه وب
کلوئه وب (انگلیسی: Chloe Webb؛ زادهٔ ۲۵ ژوئن ۱۹۵۶) یک هنرپیشه اهل ایالات متحده آمریکا است. وی از سال ۱۹۸۳ میلادی تاکنون مشغول فعالیت بوده‌است.
از فیلم‌ها یا برنامه‌های تلویزیونی که وی در آن نقش داشته‌است می‌توان به سید و نانسی، او خیلی دوست داشتنیه، رابطه عاشقانه، شرایط ویژه قلبی و منطق کویینز اشاره کرد.